# Семилітка (Давлекановський район)
Семилітка (башк. Семилетка, рос. Семилетка) — колишнє селище у Башкирській АРСР, що входило до складу Поляковської сільської ради Давлекановского району. Зняте з обліку у 1981 році.

## Географія

### Географічне положення
За даними адміністративно-територіального устрою станом на 1 січня 1969 року відстань до населених пунктів становила:
- до райцентру (Давлеканово): 10 км.,
- до центру сільради (Поляковка): 8 км.
- найближчої залізничної станції (Давлеканово): 10 км

## Історичні відомості
Виключений зі списку населених пунктів згідно з Указом Президії Верховної Ради Башкирської АРСР від 12.02.1981 N 2/66 "Про виключення деяких інших населених пунктів з інформаційного обліку за адміністративно-територіальним поділом Башкирської АРСР".

## Населення
Станом на 1 січня 1969 року проживало 16 осіб жили, переважно росіяни..